# Prentice Hall
Prentice Hall è stata una casa editrice statunitense di proprietà della Pearson Education, specializzata in testi accademici ed educativi.

## Storia
Il 13 ottobre 1913, il professore di diritto Charles Gerstenberg e il suo studente Richard Ettinger fondarono la Prentice Hall. I due, per scegliere il nome della nuova azienda, utilizzarono i nomi da nubile delle loro madri. Prentice Hall divenne presto nota come editore di libri commerciali di autori come Norman Vincent Peale, libri per le scuole primarie, secondarie e universitarie e libri professionali. L'azienda è stata poi acquisita da Gulf+Western nel 1984 ed entrò a far parte della Simon & Schuster, la divisione editoriale di quell'azienda. Venne poi ulteriormente venduta alla Pearson Education nel 1998.

Successivamente, Pearson ha rilevato i titoli di Prentice Hall per l'istruzione superiore e i titoli di riferimento tecnico in Pearson Education. Pearson ha venduto la sua pubblicazione educativa K-12 negli Stati Uniti nel 2019; la divisione è stata ribattezzata Savvas Learning. K-12 e titoli scolastici di Prentice Hall sono stati quindi assorbiti in Savvas Learning (così come i domini web di Prentice Hall, che sono stati reindirizzati alla home page di Savvas Learning). Questo ha decretato la fine della casa editrice.